# Sanopus
Sanopus é um género de peixe da família Batrachoididae.

## Espécies
As seguintes espécies são atualmente reconhecidas:
- Sanopus astrifer (C. R. Robins & Starck, 1965)
- Sanopus barbatus (Meek & Hildebrand, 1928)
- Sanopus greenfieldorum Collette, 1983
- Sanopus johnsoni Collette & Starck, 1974
- Sanopus reticulatus Collette, 1983
- Sanopus splendidus Collette, Starck & P. C. Phillips, 1974